# Trebendorf
Trebendorf är en kommun och ort i Landkreis Görlitz i förbundslandet Sachsen i Tyskland. Kommunen har cirka 700 invånare.
Kommunen ingår i förvaltningsområdet Schleife tillsammans med kommunerna Groß Düben och Schleife.